# Dendrochilum hamatum
Dendrochilum hamatum är en orkidéart som beskrevs av Rudolf Schlechter. Dendrochilum hamatum ingår i släktet Dendrochilum och familjen orkidéer. Inga underarter finns listade i Catalogue of Life.